# Ulysses S. Stone

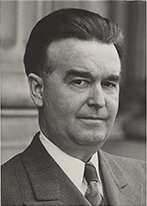
Ulysses S. Stone

Ulysses Stevens Stone (* 17. Dezember 1878 bei Weldon, DeWitt County, Illinois; † 8. Dezember 1962 in Oklahoma City, Oklahoma) war ein US-amerikanischer Politiker. Zwischen 1929 und 1931 vertrat er den fünften Wahlbezirk des Bundesstaates Oklahoma im US-Repräsentantenhaus.

## Werdegang
Im Jahr 1894 zog Ulysses Stone mit seinen Eltern nach Jones in Oklahoma, wo er die öffentlichen Schulen besuchte. Danach studierte er an der University of Oklahoma in Norman. Zwischen 1894 und 1905 arbeitete Stone im Bankgewerbe in Jones. Seit 1905 war er in Norman und Oklahoma City im Ölgeschäft tätig.
Stone war Mitglied der Republikanischen Partei. 1918 bewarb er sich erfolglos für das Amt des Gouverneurs von Oklahoma. Ebenso erfolglos blieb seine Kandidatur für den US-Senat, die er 1926 anstrebte. 1928 wurde er in das US-Repräsentantenhaus in Washington, D.C. gewählt. Dort löste er am 4. März 1929 den Demokraten Fletcher B. Swank ab, den er bei den Wahlen geschlagen hatte. Da er aber bereits bei den nächsten Wahlen gegen Swank verlor, konnte Stone bis zum 3. März 1931 nur eine Legislaturperiode im Kongress absolvieren. 1934 kandidierte er erfolglos für eine Rückkehr in das Repräsentantenhaus.
Nach dem Ende seiner Zeit im Kongress nahm Ulysses Stone seine privaten Geschäfte in der Ölbranche wieder auf. Außerdem wurde er im Immobiliengeschäft tätig. Er starb im Dezember 1962 in Oklahoma City und wurde dort auch beigesetzt.